# Röhrensee (Bayreuth)
Der Röhrensee ist ein rund 1⅔ ha großer Teich südlich der Innenstadt von Bayreuth. Er liegt inmitten der gleichnamigen Parkanlage mit Tiergehegen und einem großen Spielplatz.
Im März 2018 wurde der Tierpark als ein Projekt der UN-Dekade Biologische Vielfalt ausgezeichnet.

## Beschreibung

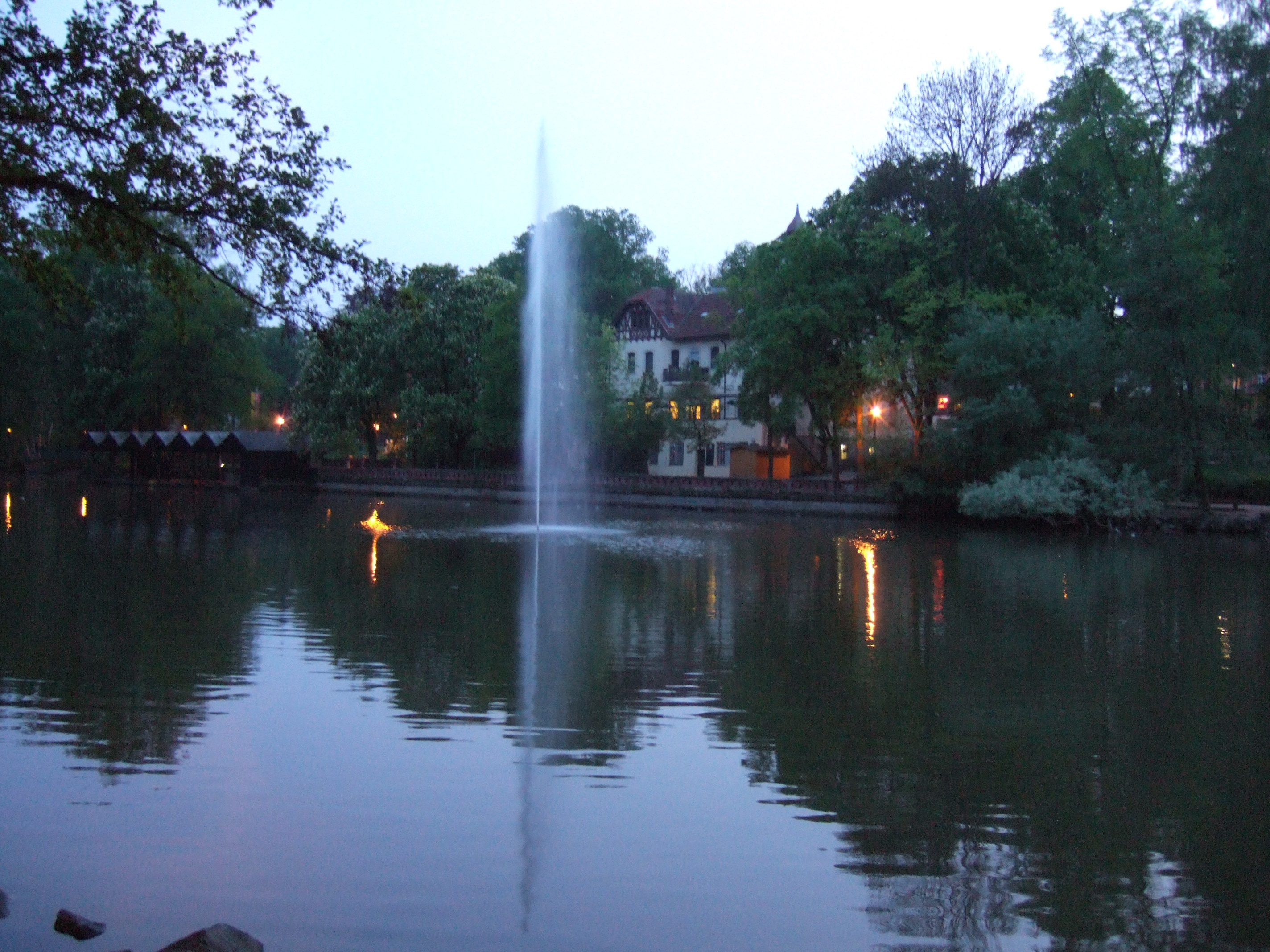
Röhrensee am Abend mit Gaststätte, Bootshaus und Fontäne (2009)

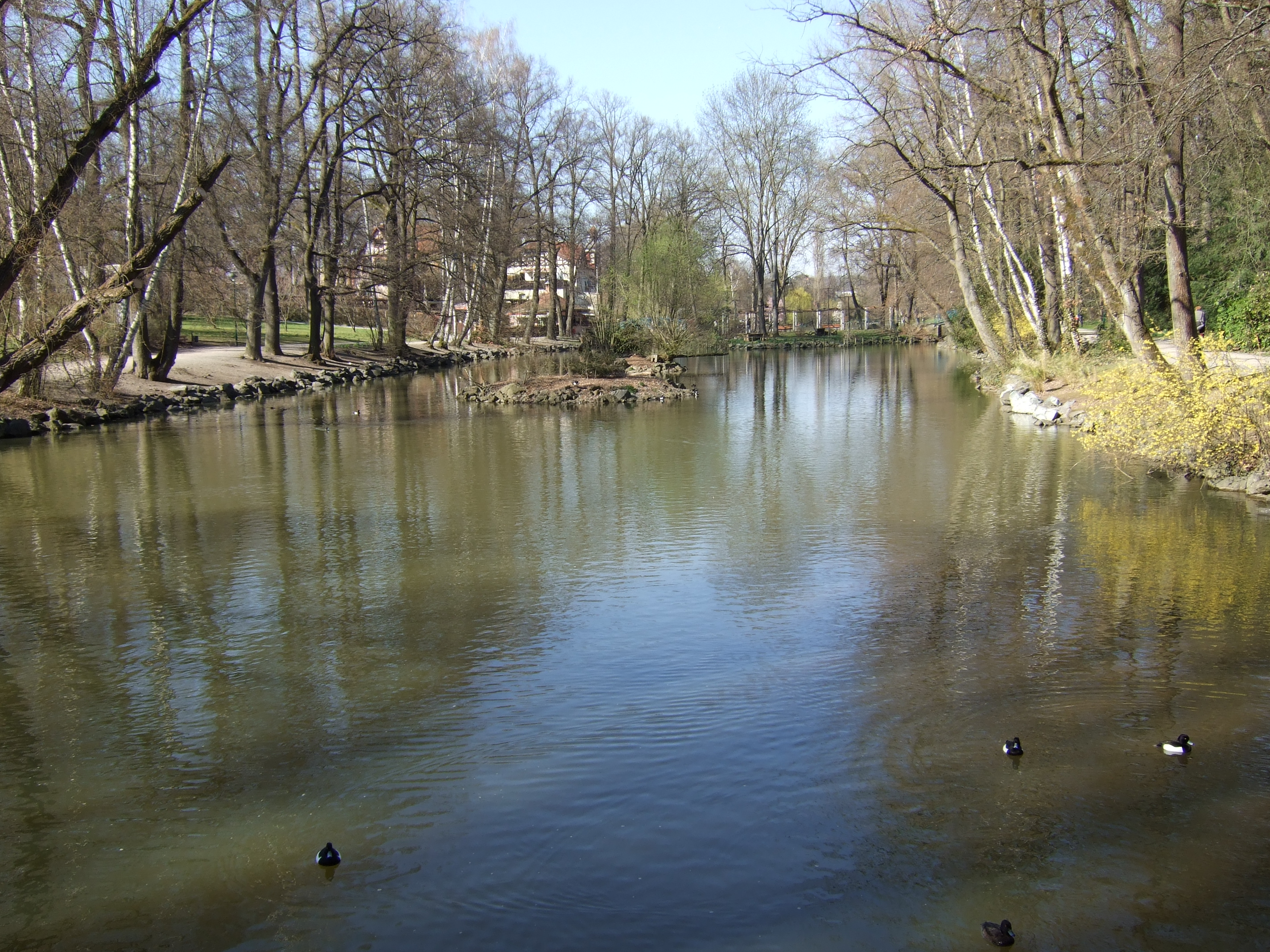
Südlicher Teil des Röhrensees (ehemaliger Cunoweiher)

Der Röhrensee wird vom Aubach von Süden nach Norden durchflossen und entstand im Jahr 1891 durch die Vereinigung des Cunoweihers und des nördlich davon anschließenden Röhrenweihers in dessen Verlauf. Mit einer Länge von 450 und einer maximalen Breite von 60 Metern ist er die größte zusammenhängende Wasserfläche im Stadtgebiet von Bayreuth. Wo früher ein Damm den Cuno- vom damals wenig tiefer liegenden Röhrenweiher trennte, liegt heute eine künstliche Insel, die seit 1903 über zwei filigrane Bogenbrücken von beiden Ufern aus erreichbar ist.

## Geschichte

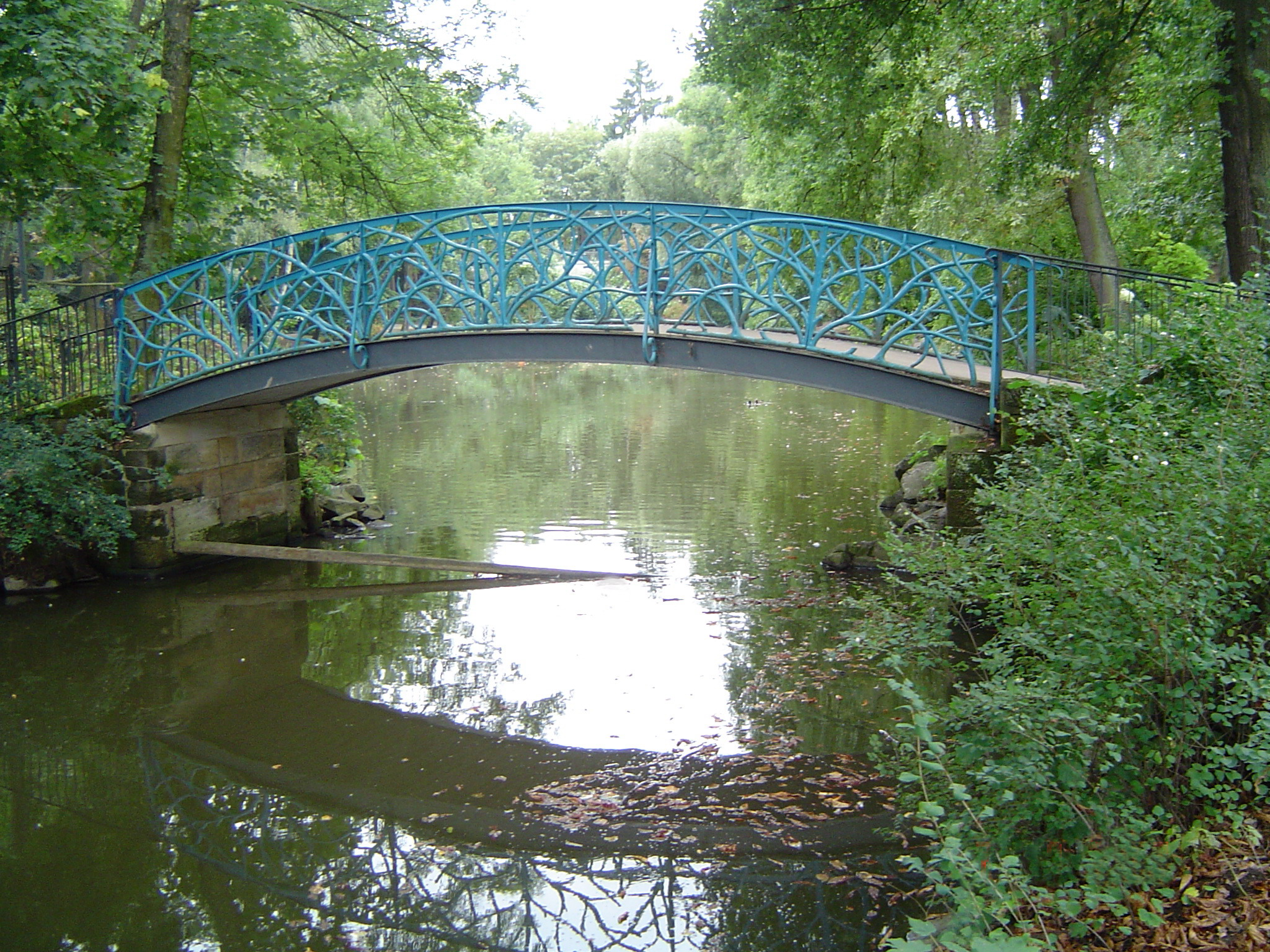
Westliche Brücke zur Insel

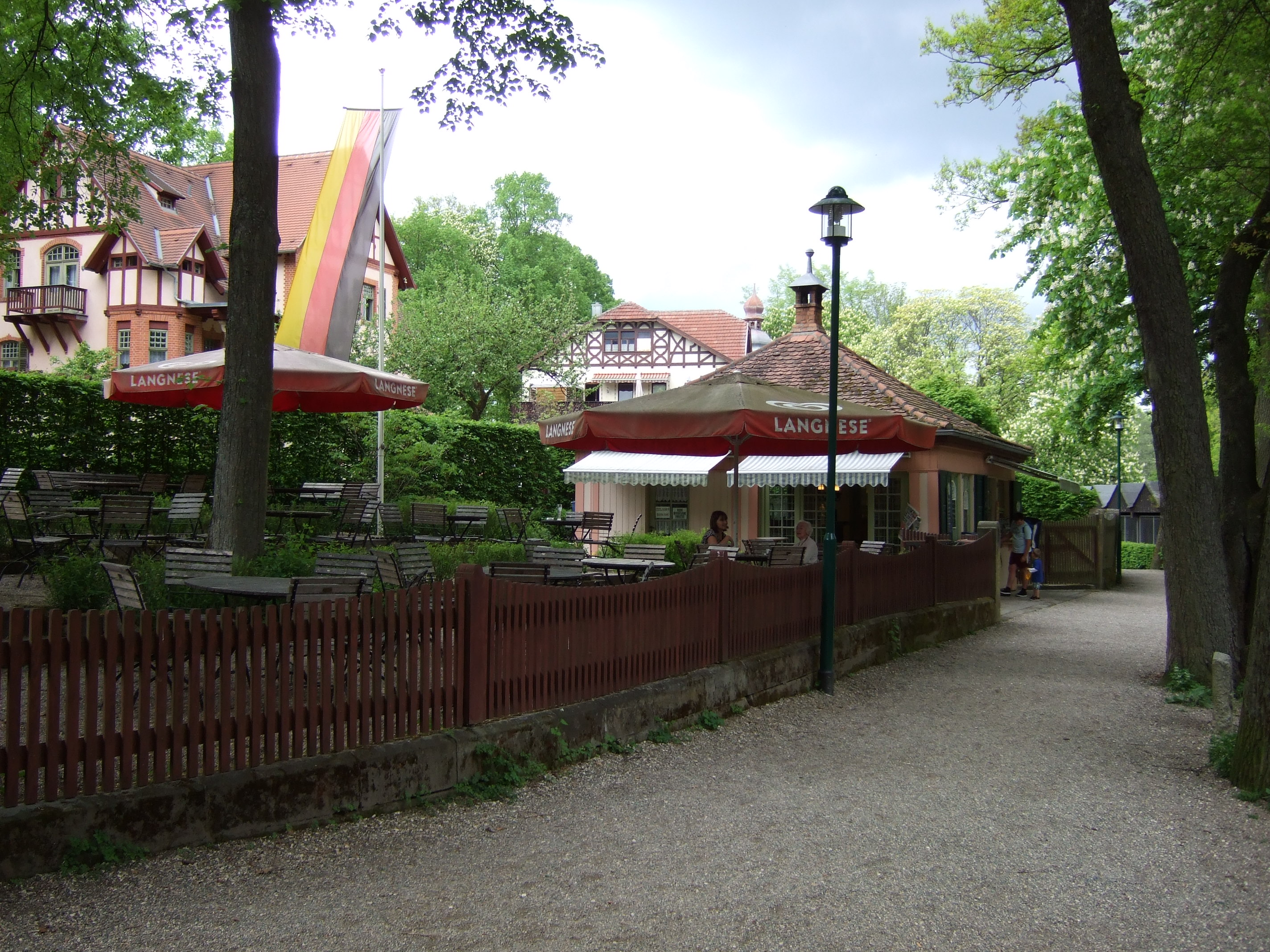
Kiosk und Biergarten im Röhrenseepark

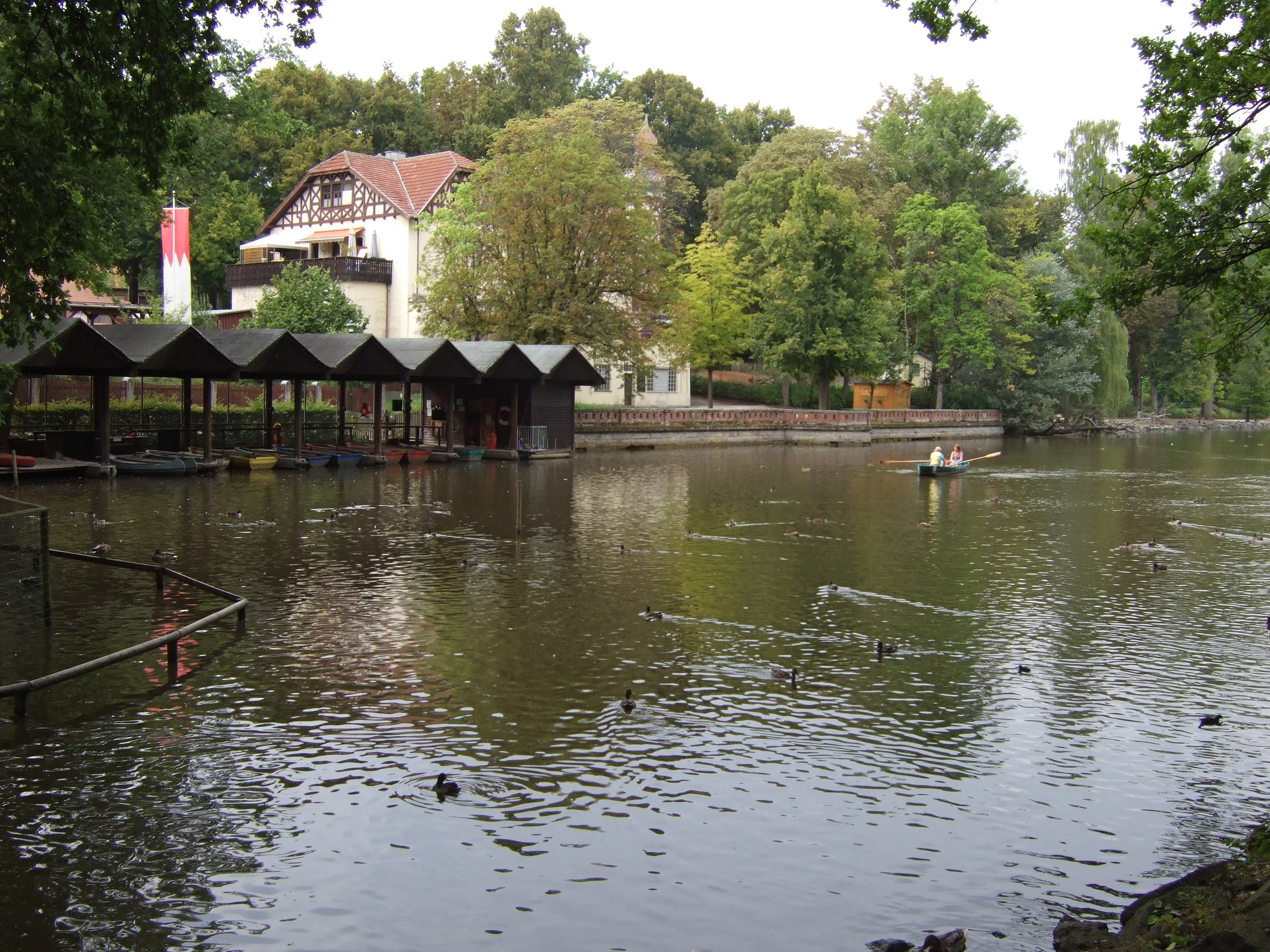
Bootshaus und Gaststätte

Der ehemalige Röhrenweiher ist 1686 als Unterer Kunnen- bzw. Kunnaweiher nachweisbar. Der Name des südlichen Oberen Kunnen- bzw. Kunnaweihers änderte sich mit der Zeit in Cunoweiher. Beide Weiher waren nach einem früheren Besitzer namens Kun oder Kuhn benannt.
Der Name Röhrensee leitet sich aus der einstigen Nutzung des Röhrenweihers ab. Bereits im Jahr 1611 war eine Deichelwasserleitung von den nahegelegenen Quellhöfen zur Innenstadt gelegt worden, die dort vier Brunnen speiste. Die hierfür verwendeten Rohre, ausgehöhlte Baumstämme, wurden in diesem Vorläufersee gewässert und gelagert. Im 19. Jahrhundert wurde am Röhrenweiher auch eine Badeanstalt betrieben.
Der Verschönerungsverein Bayreuth von 1884 regte an, die beiden Weiher zusammenzulegen. Bereits 1891, damals hatte der Verein schon 838 Mitglieder, konnten sie zum nunmehr Röhrensee genannten Gewässer vereinigt werden. Im selben Jahr wurde dort mit acht „Gondeln“ die Kahnfahrt eröffnet. Zunächst auf der Insel, 1894 dann auf der Westseite des Sees entstand ein Restaurationsbetrieb, der sich „nicht nur wegen der guten Bewirtschaftung eines eifrigen Besuchs der Bayreuther Bürgerschaft erfreute“. 1904 brannte das im Schweizer Stil errichtete Gebäude ab und wurde in Etappen in seiner heutigen Form mit einem prägenden Fachwerktürmchen wiederaufgebaut. Der damalige Pächter richtete in seinem Garten einen kleinen Zoo mit heimischen Tierarten und Affen ein. Auch gab es einen Kinderspielplatz und eine 20 Meter hohe Fontäne, die aber den Krieg nicht überstand. Im Januar 1904 löste ein „Eisfest“ mit bengalischer Beleuchtung und Regimentsmusik eine „Völkerwanderung“ (so das Bayreuther Tagblatt) auf den zugefrorenen Röhrensee aus. Im Jahr 1911 berichtete eine Zeitung vom Röhrensee, dass der Eislauf eine „Modekrankheit“ geworden sei.
Aus dem Sommer 1919 stammt ein Kiosk mit Biergarten in der Nähe des Bootshauses. Mit Unterstützung der Oberfrankenstiftung wurde das Gebäude vom Eigentümer restauriert und im Mai 2005 wiedereröffnet.
1926 empfahlen der Verschönerungsverein und der Direktor des Nürnberger Zoos, in den Anlagen am Röhrensee einen Zoo einzurichten. Die Umgestaltung des Geländes konnte jedoch, da die Einrichtung des Parks am Festspielhaus vorging, erst 1931 begonnen werden. Es wurden neue Zugänge und Wege geschaffen und das Gelände zum Teil neu bepflanzt, einen Zoologischen Garten verwirklichte man damals aber nicht. Den Unterhalt der Anlagen versuchte der Verein über Mitgliedsbeiträge sowie Einnahmen aus der Kahnfahrt und der Karpfenzucht zu finanzieren. In manchen Jahren reichten diese Einnahmen aber kaum aus. In einem Jahr mussten schon allein 16.000 Reichsmark für das Ausheben von Erdmassen aus dem verschlammten See aufgewendet werden.
Nach den Bombenangriffen des April 1945 war dem Verschönerungsverein sein Tätigkeitsfeld vorerst genommen. Das Wehr am Auslauf war zerstört, der See lag trocken und konnte nicht wieder gefüllt werden. Die alten Baumbestände am Ufer vertrockneten und gingen ein. Kähne und Bänke wurden zerschlagen und von der notleidenden Bevölkerung als Brennholz verfeuert. Als nach Kriegsende 1945 der amerikanische Militärgouverneur wieder öffentliche Veranstaltungen genehmigte, entwickelte sich die Röhrenseegaststätte zu einem der vorerst wenigen Tanzlokale in der Stadt. Nach Abschaffung der Lebensmittelmarken 1948 wurden dort auch wieder Speisen angeboten.
Erst 1950 begann man damit, den See und die Parkanlage wieder herzurichten. Aus den Mitteln der Almosenkastenstiftung erstellte die Stadt auch die Kahnhalle mit zehn Kähnen neu. Das Ablaufwehr wurde neu errichtet, Sprenglöcher wurden aufgefüllt, und die Anlagen wurden dem Verschönerungsverein gegen einen „Pachtschilling“ von 2.400 DM im Jahr zur Bewirtschaftung überlassen. Am 31. Dezember 1982 endete dieses Pachtverhältnis. Seitdem werden die Anlagen vom Stadtgartenamt gepflegt. Als Pächter bietet der Verein Naturfreunde seit dem 1. Juni 1983 Kahnfahrten, Fischen und den Eislauf an. Mitte Februar 1972 trugen 21 oberfränkische Vereine auf dem Eis des Röhrensees einen Wettbewerb im Rahmen des Frankenpokals der Eisschützen aus.
Im Oktober 1972 wurde erneut publiziert, dass der Park mit Tiergehegen, Vogelvolieren und einem „Meerschweinchen-Dorf“ für seine Besucher abwechslungsreicher und attraktiver gestaltet werden sollte. 47 Jahre nach den ersten Plänen wurde 1973 das erste Tiergehege eingeweiht, finanziert aus Spenden der Bayreuther Bevölkerung und der ortsansässigen Wirtschaft. 2017 war der Tierbestand auf 31 Arten angewachsen, 2023 wurden rund 350 Tiere aus 40 Arten gezählt. In den zahlreichen Gehegen befinden sich unter anderem weiße Esel, Nandus und Weißnackenkraniche sowie Exemplare der kurz vor dem Aussterben bewahrten Hawaiigänse; die ebenfalls bedrohten Baermoorenten und Europäischen Sumpfschildkröten werden nachgezüchtet. Mittels einer Nistkamera sollen ab 2025 Springsittiche bei der Aufzucht ihrer Jungen beobachtet und der Streichelzoo zu festen Zeiten geöffnet werden.
Der Röhrensee und seine Parkanlage sind nach wie vor ein beliebtes Ziel für Jung und Alt. Entlang des Aubachs entstanden nach Süden hin im C’est-bon-Tal weitere Tiergehege. Im September 2011 wurde eine „generationenübergreifende Spielanlage“ eröffnet. 2020 wurde der Park entlang der Thiergärtner Straße in Richtung des Ökologisch-Botanischen Gartens erweitert. Auf dem bislang landwirtschaftlich genutzten Gelände südlich der Kleingartenkolonie Schwedenbrücke wurde ein „Weg der Artenvielfalt“ angelegt, den seltene endemische sowie süd- und südosteuropäische winterharte Laubbäume säumen. Im Juli 2021 wurde vor der Gaststätte ein mit 54 Tonnen Sand geschaffener Stadtstrand eröffnet.
Im März 2023 wurde bekannt, dass der Park um eine bislang landwirtschaftlich genutzte Fläche am Finsteren Weiher erweitert werden soll. Auf dem rund 2 ha großen „Bürgerhain“ zwischen der Pottensteiner und Thiergärtner Straße wurden ab Herbst 100 hitzeresistente Bäume gepflanzt, für die Bürgerinnen und Bürger eine Baumpatenschaft erwerben konnten. Zehn einheimische Laubbaumarten wurden angesiedelt, die ersten Bäume wurden Anfang November 2023 gesetzt. Zudem wurde ein Pavillon errichtet, den der Künstler Roland Schön zunächst als Ausstellungshalle „Cosmos“ für die Landesgartenschau des Jahres 2016 gebaut hatte. Im Mai 2025 wurde die Anlage mit Weihern einer Dauerwasserfläche von 8000 Quadratmetern, die bei Starkregen eine Pufferfunktion erfüllen sollen, vollendet und eröffnet.
Südlich der den Park querenden Straße Quellhöfe wurde im Mai 2024 der „Weg der Erdgeschichte“ eröffnet. Den überwiegenden Teil der geologischen Steinsammlung hatte die Stadt Hof, wo sie für die Landesgartenschau des Jahres 1994 angelegt worden war, zur Verfügung gestellt. Auf dem 60 Meter langen Weg lassen sich einem Zeitstrahl folgend rund 600 Millionen Jahre Erdgeschichte geologisch nachvollziehen.

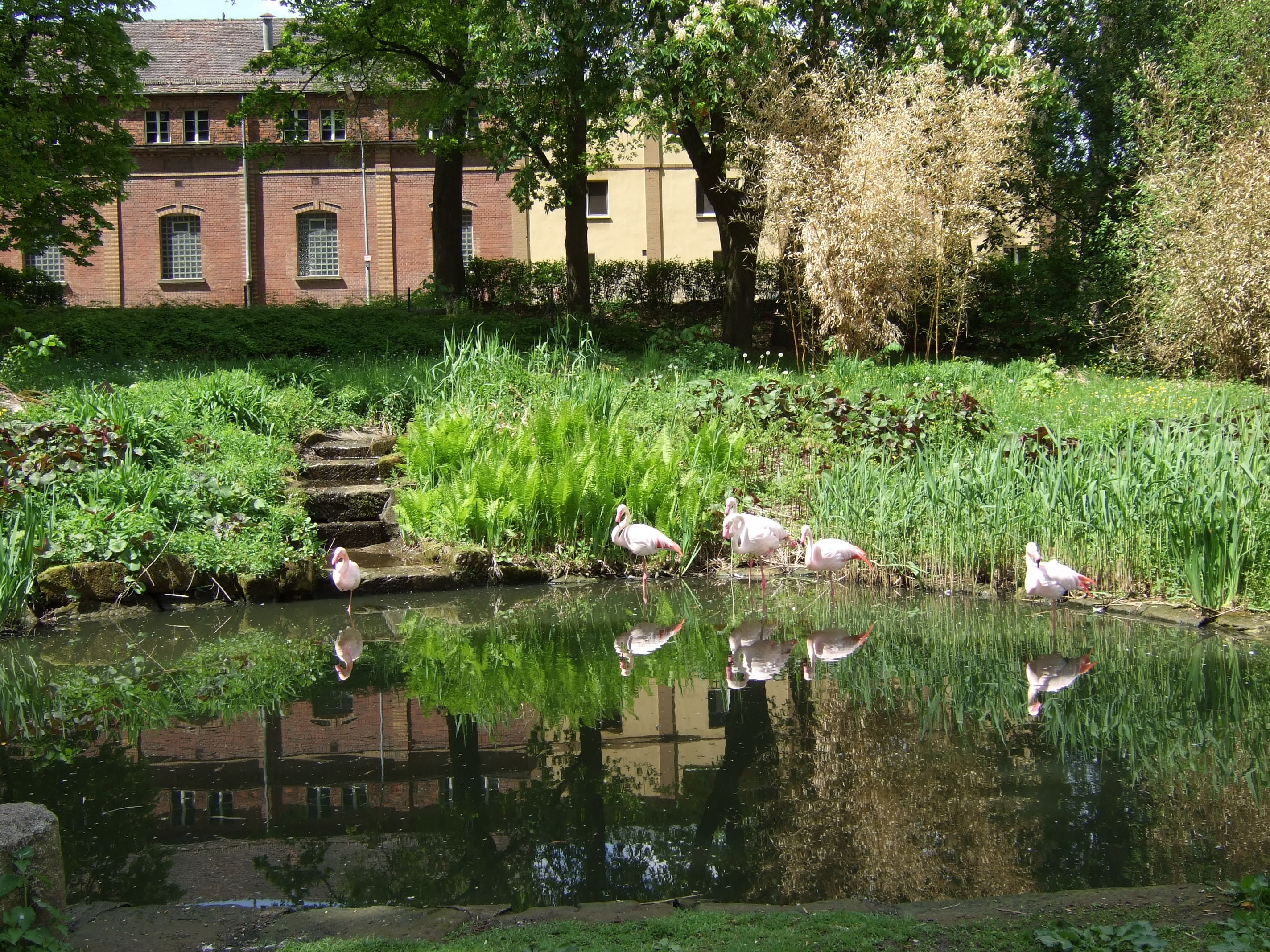
Flamingogehege im nördlichen Teil des Parks
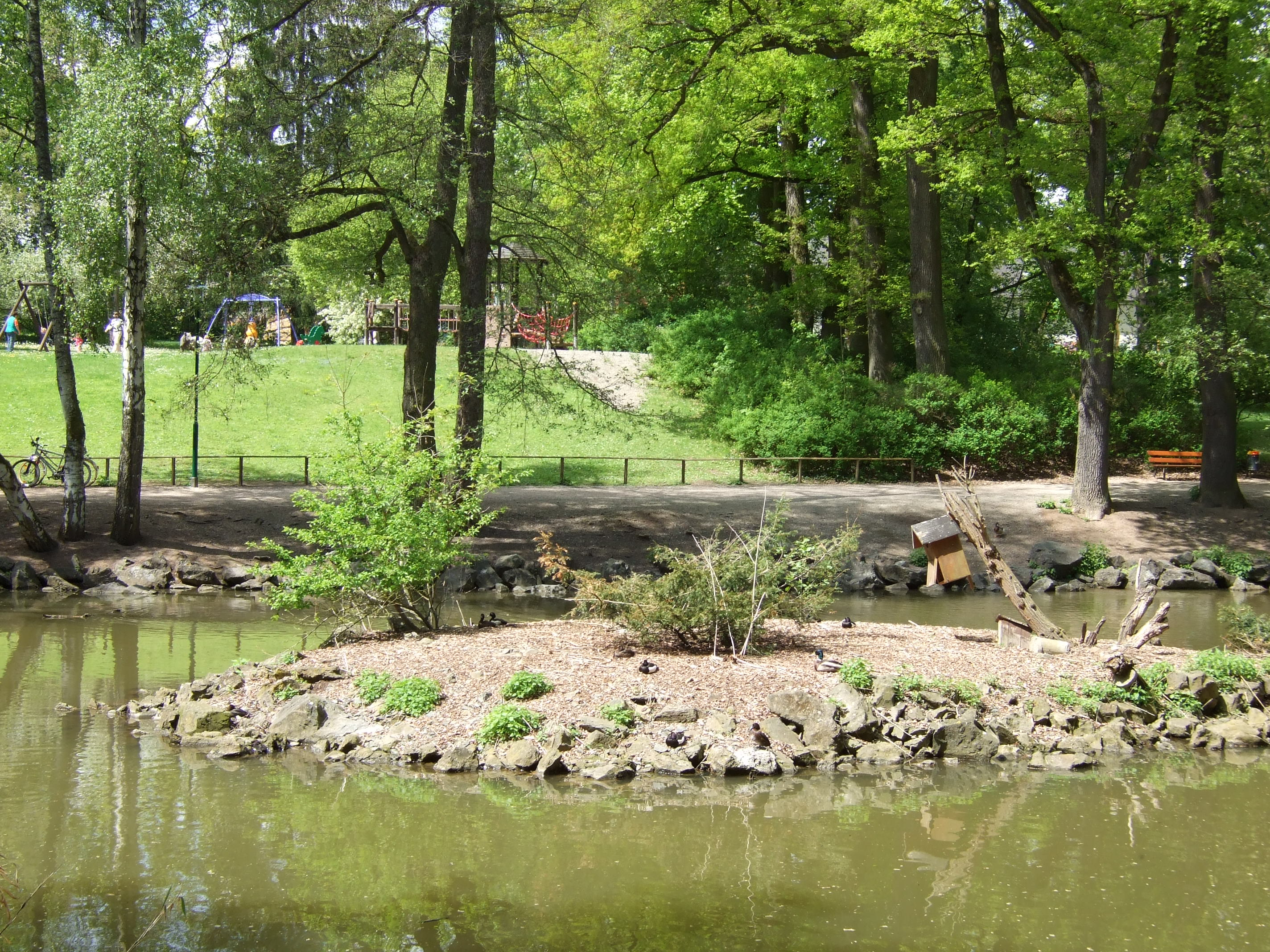
Kleine Insel im einstigen Cunoweiher vor der „generationenübergreifenden Spielanlage“
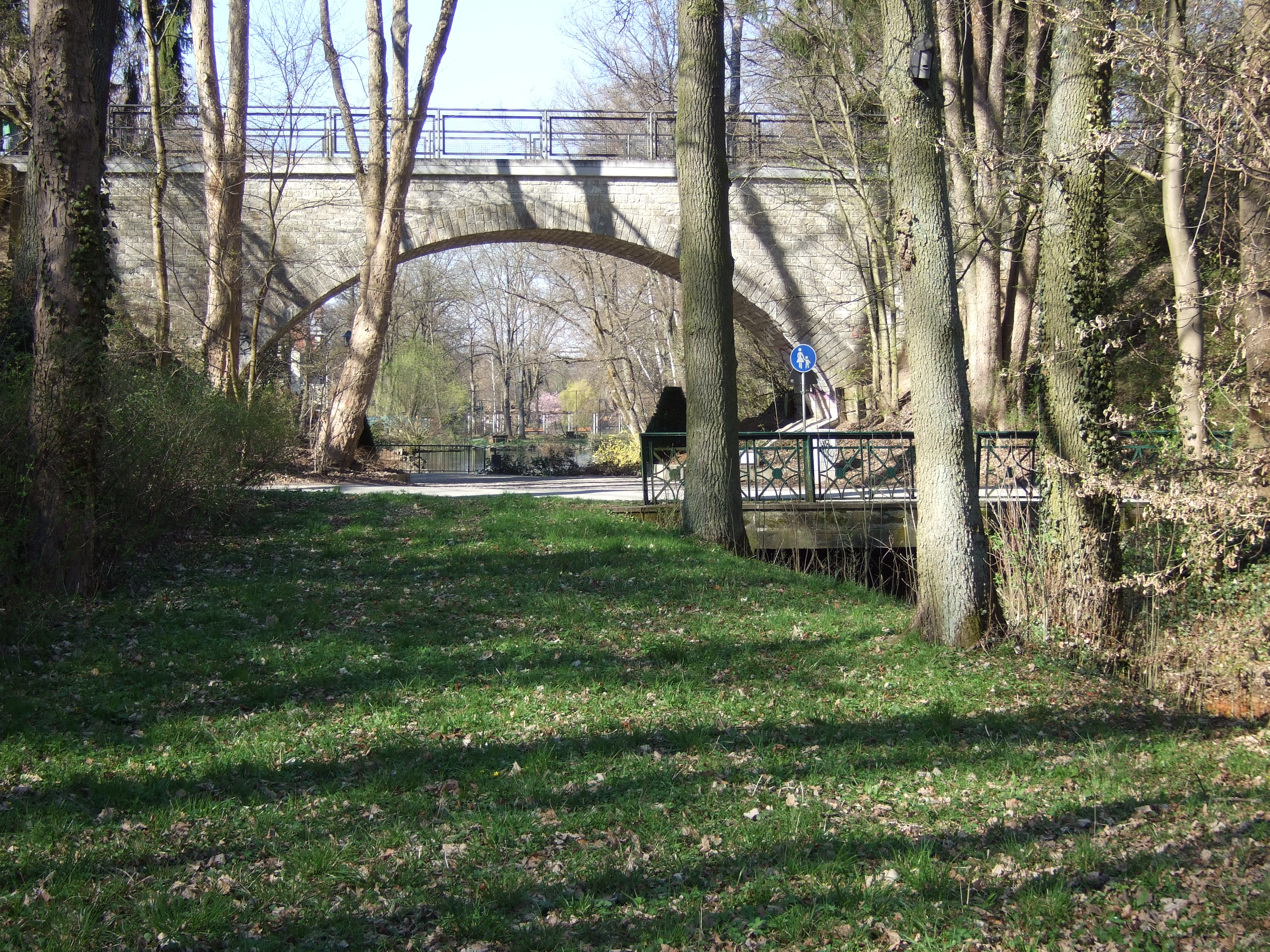
Den Park kreuzende Brücke der ehemaligen Bahnstrecke Bayreuth–Hollfeld
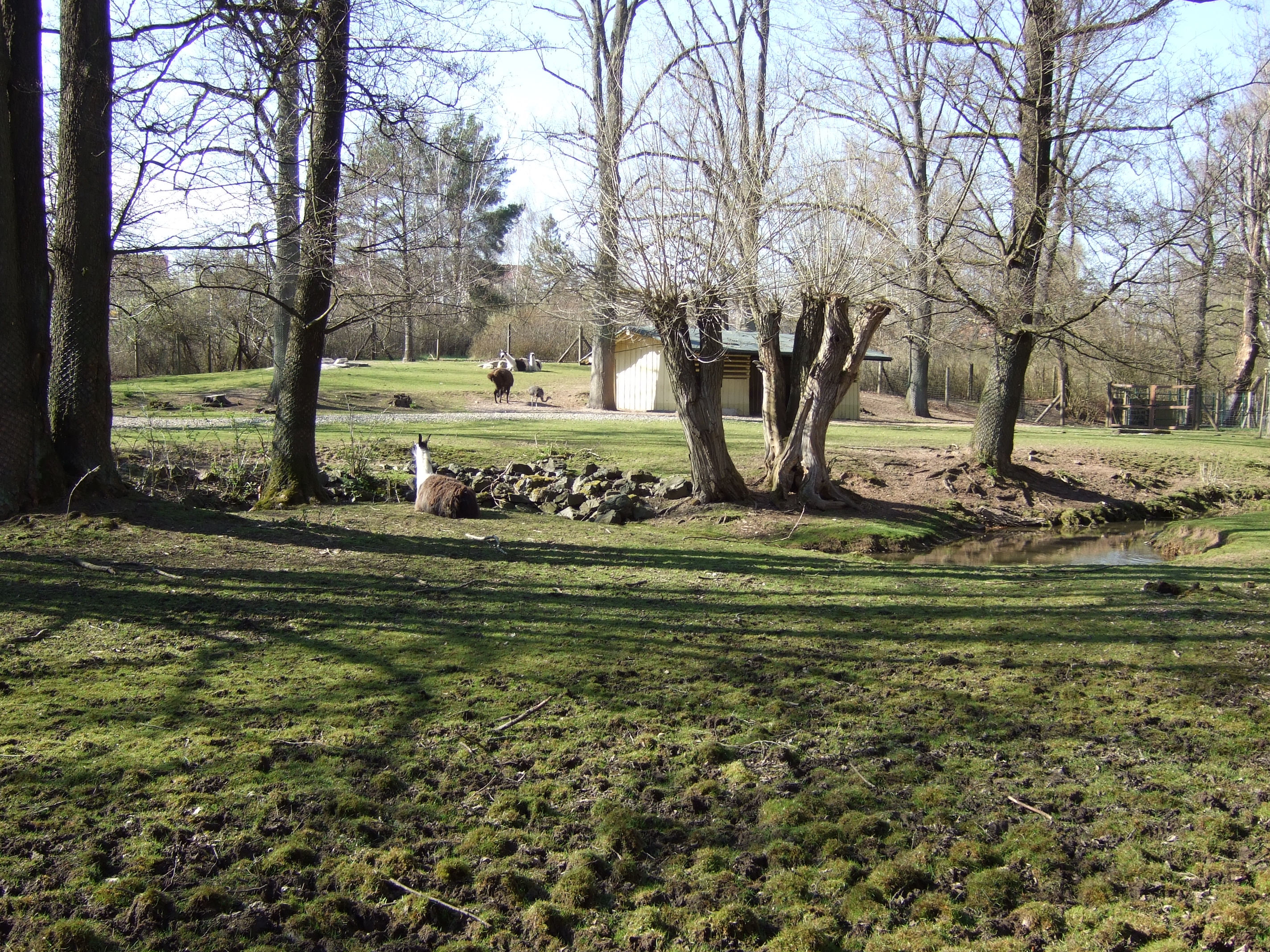
Lamagehege mit Aubach südlich der Brücke

## Wasserförderung im C’est-bon-Tal

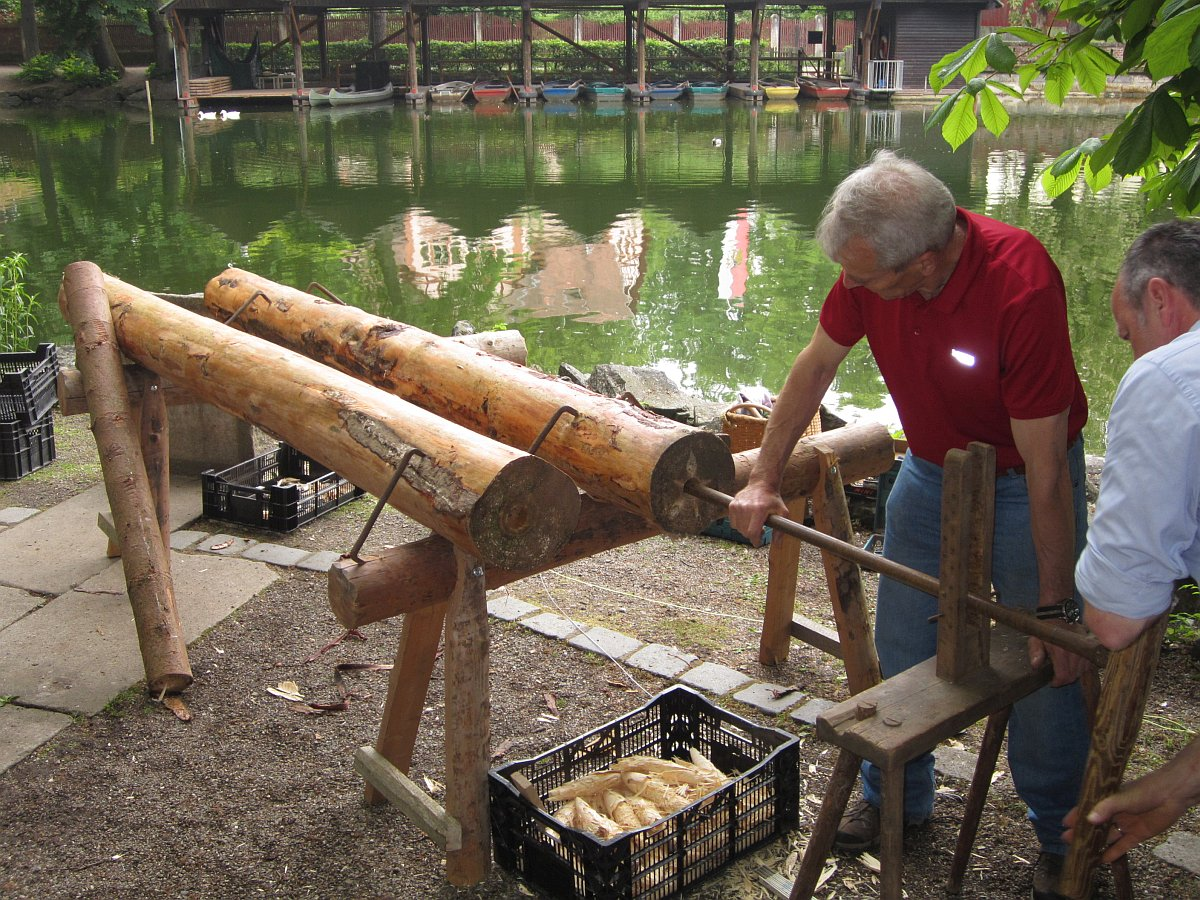
Bohren von Holzröhren am Röhrensee im Mai 2016

Der vom Aubach durchflossene Teil des Parks südlich der Eisenbahnbrücke trägt die historische Bezeichnung C’est-bon-Tal. 1593 wurde dort der Lange Weiher (zur Unterscheidung eines gleichnamigen Gewässers auch als Unterer Langer Weiher bezeichnet) angelegt. Ab 1672 war für ihn der Name Brunnenweiher üblich; nach einem Dammdurchbruch wurde er 1818 unbrauchbar und der Talboden anschließend trockengelegt.
1611 wurde am Osthang des Tals eine artesische Quelle gefasst und deren Wasser zu einem Brunnen an der Stadtkirche in die Innenstadt geleitet. Vor 1793 kamen eine weitere Quelle und eine zweite Wasserleitung hinzu. Zur allgemeinen Wasserversorgung der Stadt trugen die Leitungen bis Ende des 19. Jahrhunderts aber nicht bei.
1880 waren 239 Privathäuser an die Wasserversorgung angeschlossen, acht Jahre später bereits 529. Deren rasch steigende Zahl und trockene Witterung führten zu Rationierungen, weshalb man sich an die alten Quellfassungsschächte im C’est-bon-Tal erinnerte. 1891 wurde neben der Eisenbahnbrücke mit dem Bau des C’est-bon-Reserve-Pumpwerks begonnen. Das 42.000 Mark kostende Dampfpumpwerk förderte Wasser aus den hierfür 20 Meter tief gebohrten Quellschächten und pumpte es zu Hochbehältern in der Saas und in Spänfleck. 1892 wurde die Dampfmaschine mit einem Generator verbunden, der den Strom für Bayreuths erste Straßenbeleuchtung lieferte. 1917 wurde ein dritter, 77,5 Meter tiefer, Brunnen gebohrt. 1934 wurde das Pumpwerk neu gestaltet und die Dampfmaschine durch eine Heberleitung und einen Heberbrunnen im neuen Gebäude ersetzt.
Anfang der 1960er Jahre wurden drei weitere, 140 bis 160 Meter tiefe Brunnen gebohrt, aus den jährlich rund 73.000 Kubikmeter Wasser gefördert wurden. 1999 wurde die Förderung beendet, da eine Belastung des Grundwassers festgestellt wurde. Da sie nur etwas mehr als einem Prozent der jährlichen Wasserabgabe der Stadtwerke entsprach, wurde statt einer kostspieligen Sanierung der Rückbau der Anlage beschlossen und 2020 die Wasserschutzzone aufgehoben.

## Studentenwald
Unmittelbar südlich des C’est-bon-Tals liegt das Naherholungsgebiet Studentenwald, das durch die Thiergärtner Straße vom Röhrenseepark getrennt ist. Vor zweihundert Jahren war dieser Bereich so dicht mit Weihern besetzt wie kein anderes Bayreuther Areal. Die meisten dieser Gewässer gehörten zum Quellhof; in einem 1516 verfassten Testament der Besitzerfamilie Weigel sind einige davon namentlich erwähnt. Davon verblieben ist nur der Finstere Weiher, der seinen Namen seinem trüben Wasser verdankte. Im Jahr 1546 kam er durch Kauf zum Quellhof, 1938 wurde er als biologische Reinigungsanlage für die Kläranlage der Siedlung Saas eingerichtet. Vertiefungen und Aufschüttungen sowie einige Wassergräben zeugen im Studentenwald noch von den ehemaligen Teichanlagen.
Der ursprüngliche Studentenwald lag im Bereich zwischen der Thiergärtner Straße und dem Kleingartenareal Schwedenbrücke. Mitte des 18. Jahrhunderts hatten Bayreuther Gymnasiasten diesen Platz zu ihren Treffpunkt erkoren und ihm damit den Namen gegeben. Heute ist dort eine Freifläche, entlang derer der „Weg der Artenvielfalt“ verläuft. Das Gebiet des jetzigen Studentenwalds ging 1659/60 mit dem Quellhof in das Eigentum der Almosenkastenstiftung über; historisch korrekt betrachtet müsste der Studentenwald daher Almosen- bzw. Almosenkastenwald heißen.

## Sonstiges
Am Südende des Röhrenseeparks, neben der Thiergärtner Straße, liegt bei der ehemaligen Sandgrube ein Wilhelmshöhe genannter Hügel. Dort wurden am 12. April 1945, kurz vor der Befreiung der Stadt durch die US-Truppen am 14. April, deutsche Soldaten als vermeintliche Defätisten oder Deserteure von der Wehrmacht standrechtlich erschossen.
Im Oktober 1969 wurde entdeckt, dass aus dem Röhrensee rund 700 Karpfen gestohlen worden waren. Im Vorjahr hatte der Verschönerungsverein 1400 junge Karpfen dort ausgesetzt. Die Ausbeute fiel jedoch so gering aus, dass er die Aufgabe der eigenen Fischzucht in Betracht ziehen musste.